# Chiesa di San Bartolomeo Apostolo (Trieste, Barcola)

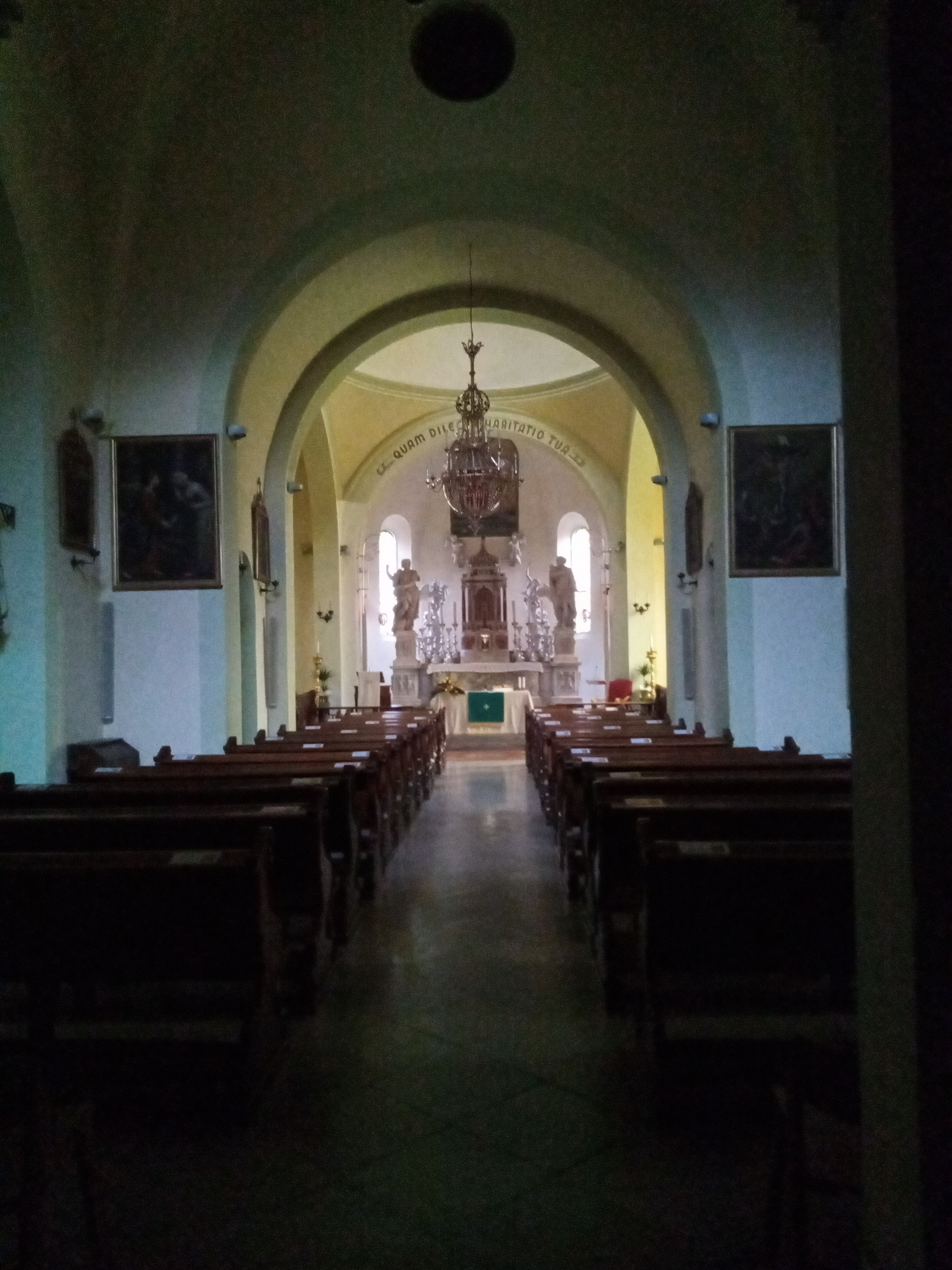
L'interno

La chiesa di San Bartolomeo Apostolo è la parrocchiale di Barcola, frazione di Trieste, in provincia e diocesi di Trieste; fa parte del decanato di Roiano.

## Storia
La prima menzione di una chiesa a Barcola risale al Basso Medioevo, quando dell'edificio se ne parla negli statuti del 1338 del capitolo della cattedrale di Trieste. Nel 1462 il vescovo di Trieste Enea Silvio Piccolomini attribuì alla cappella di San Bartolomeo di Barcola particolari indulgenze.
Nel 1785 la chiesetta fu eretta a curazia. Due anni dopo fu costruita una nuova chiesa, ampliata poi nel 1838 e nel 1892, anno in cui fu eretta la parrocchia. La nuova parrocchiale è frutto del rifacimento condotto tra il 1930 e il 1935 su progetto di Giovanni Bernè.

## Descrizione
Sulla facciata della parrocchiale c'è un bel rosone, proveniente dall'antica chiesetta di San Pietro di Trieste, demolita nel 1870 quando fu costruita piazza Unità d'Italia. Si tratta di un manufatto del Trecento di origine sconosciuta, già di riuso nel 1602, quando la chiesa di San Pietro (nota anche come San Rocco) venne edificata.
L'altare maggiore proviene dalla cattedrale di Trieste ed era un tempo dedicato al Santissimo Sacramento.